# حمید پارسانیا
حمید پارسانیا (متولد ۱۳۳۷ در مشهد) مدرس، پژوهشگر و نویسنده ایرانی و عضو شورای عالی انقلاب فرهنگی است.
او فارغ‌التحصیل جامعه‌شناسی از دانشگاه تهران و دانش‌آموخته حوزه علمیه قم است. او از شاگردان عبدالله جوادی آملی و از افراد فعال در زمینه حکمت صدرایی است. او علاوه بر عضویت در هیئت علمی دانشگاه تهران، ریاست دانشکده علوم اجتماعی دانشگاه باقرالعلوم، ریاست پژوهشگاه معارج و مسئولیت‌های متعدد دیگر را بر عهده دارد. در یکم خرداد ۱۴۰۰ از سوی حسن روحانی به عضویت هیئت امنای دانشگاه فرهنگیان منصوب شده است. پارسانیا در چالش با رویکردهای معرفتی مدرن؛ دغدغه بازسازی و احیای میراث معرفتی دنیای اسلام را همواره در کار خود تعقیب می‌کند. بازخوانی علم مدرن از طریق بازسازی علم دینی، روح حاکم بر بسیاری از اندیشه‌های انتقادی اوست. او میکوشد حکمت صدرایی را در سطوح گوناگون فعال کند. او در زمینه علوم دینی و فرهنگ نظریه‌پردازی کرده است.

## زندگی و تحصیلات
حمید پارسانیا در سال ۱۳۳۷ در شهر مشهد متولد گردید. تحصیلات خود را تا پایان مقطع دیپلم در مشهد گذراند و تحصیلات تکمیلی خود را در رشته جامعه‌شناسی در دانشگاه تهران ادامه داد. او یکی از نخستین دانشجویان رشته جامعه‌شناسی پس از انقلاب در دانشگاه تهران است. هم‌زمان با تحصیلات دانشگاهی به تحصیل علوم حوزوی قم نیز مشغول گردید.
او تحصیلات حوزوی خود را تا مدارج عالی طی کرد. فقه و اصول را در کلاس درس میرزا هاشم آملی، فاضل لنکرانی، وحید خراسانی و جوادی آملی آموخت. عرفان و فلسفه را نیز از جوادی آملی و حسن‌زاده آملی آموخت. او از شاگردان جوادی آملی در حوزه حکمت اسلامی است و تقریر آثار فلسفی او را بر عهده دارد.

## فعالیت‌ها
از مهم‌ترین مسئولیت‌های او می‌توان به موارد زیر اشاره کرد:
- ریاست دانشگاه باقرالعلوم (۱۳۸۱ تا ۱۳۸۶)[۳]
- رئیس دانشکده علوم اجتماعی دانشگاه باقرالعلوم[۴]
- عضو هیئت علمی دانشکده علوم اجتماعی دانشگاه تهران[۵]
- رئیس شورای حوزوی شورای عالی انقلاب فرهنگی[۶]
- رئیس پژوهشگاه علوم وحیانی معارج[۷]
- عضو هیئت مؤسس انجمن فلسفه میان‌فرهنگی ایران[۸]
- عضو هیئت امناء دانشگاه باقرالعلوم(ع)[۹]
- عضو هیئت امناء دانشگاه فرهنگیان[۱۰]
- عضو هیئت امناء دفتر تبلیغات اسلامی[۹]

## جایگاه و نظریات علمی
پارسانیا، به‌واسطه شاگردی طولانی نزد جوادی آملی، یکی از افراد مطرح در زمنیه حکمت صدرایی در زمان معاصر است. بسیاری از آثار عمده جوادی، ازجمله رحیق مختوم (شرح حکمت متعالیه در ۳۲ جلد)؛ عین نضاخ (در ۳ جلد)، شریعت در آینه معرفت، شناخت‌شناسی در قرآن توسط وی تنظیم و تدوین یافته است. در نتیجه نظام فکری او مبتنی بر اصول حکمت متعالیه صدرایی شکل گرفته است. از نظر او وحی قرآنی، عقل برهانی و شهود معصومانه عرفانی در طول هم هستند نه در عرض هم و تمسک به یکی ما را از تمسک به دیگری بی‌نیاز نمی‌کند. از این رو در نظام فکری او، ضمن بهره بردن از عقل، نقل، و شهود، قرآن کریم قرارگاه تمامی علوم است. در نظام فکری او روش‌های مختلف فکری بر اساس روش عقل و نقل و شهود پذیرفته شده است.

## آثار
- «سنت، ایدئولوژی، علم: مجموعه مقالات»، حمید پارسانیا، قم: بوستان کتاب قم
- رحیق مختوم: شرح حکمت متعالیه (۲۰ جلد تا کنون)، عبدالله جوادی آملی، حمید پارسانیا (تدوین)، تهران: اسراء
- تبیین براهین اثبات خدا تعالی شانه، عبدالله جوادی آملی، حمید پارسانیا (محقق)، سیدمحمود صادقی (ویراستار) تهران: اسراء
- علم و فلسفه، حمید پارسانیا، تهران: سازمان انتشارات پژوهشگاه فرهنگ و اندیشه اسلامی
- مجموعه رسائل عرفانی و فلسفی، محمدحسین فاضل تونی، به کوشش حمید پارسانیا، مجید دستیاری، وحید روح‌الله‌پور، قم: مطبوعات دینی
- حقیقت و دموکراسی، حمید پارسانیا، تهران: سازمان تبلیغات اسلامی، معاونت پژوهشی و آموزشی
- سکولاریسم، مبانی معرفتی و سیمای اجتماعی سکولاریسم و معنویت، حمید پارسانیا، تهران: سازمان تبلیغات اسلامی، معاونت پژوهشی و آموزشی
- جامعه‌شناسی معرفت و علم، حمید پارسانیا، تهران: سازمان تبلیغات اسلامی، معاونت پژوهشی و آموزشی
- پلورالیسم: زمینه‌های عقیدتی و اجتماعی، حمید پارسانیا، تهران: نشر و پژوهش معناگرا
- معرفت‌شناسی در قرآن، عبدالله جوادی آملی، حمید پارسانیا (ویراستار)، تهران: اسراء
- اندیشه سیاسی آیه الله مطهری، گروه مؤلفان، قم: بوستان کتاب قم
- هفت موج اصلاحات: نسبت تئوری و عمل، حمید پارسانیا، قم: بوستان کتاب قم
- عرفان و سیاست، حمید پارسانیا، قم: بوستان کتاب قم
- هستی و هبوط، حمید پارسانیا، تهران: دفتر نشر معارف (وابسته به نهاد نمایندگی رهبری در دانشگاه‌ها)
- جامعه‌شناسی (۱) و (۲) و (۳)، سال دهم و یازدهم و دوازدهم دبیرستان، کتاب‌های درسی، ۱۳۹۵-۱۳۹۶-۱۳۹۷
- دین و زندگی (۳) سال دوازدهم دبیرستان، کتاب درسی
- جهان‌های اجتماعی: کتاب فردا